# Вільгельм Радзивілл
Вільгельм Радзивілл (*19 березня 1797 — 5 серпня 1870) — військовий діяч польського походження часів королівства Пруссія. Був 13-м ординатом Несвізьким.

## Життєпис
Походив зі знатного роду Радзивіллів, Прусської гілки. Старший син Антонія Генріха Радзивілла, намісника великого князівства Познаньського, і Луїзи Прусської. Народився 1795 року у Берліні. Спочатку навчався у гімназії Фрідріха Вільгельма та в середній школі Фрідріха Вердера в Берліні. Обрав для себе військову кар'єру.
У 1813—1814 роках у званні другого лейтенанта у складі прусської армії брав участь у військових кампаніях проти французького імператора Наполеона I. Брав участь у битвах під Лейпцигом і Лаоном, в битвах біля Гертогенбосаа, Деурена, Леонаута, в облозі Суассона. За виявлену звитягу нагороджено прусським Залізним хрестом II класу, шведським орденом Меча, російським орденом Святого Володимира 4-го ступеня. У травні 1815 року отримав званні капітана.
Був ад'ютантом генерала піхоти Фрідріха Вільгельма фон Бюлова, дослужився до майора, став членом Військового товариства в Берліні. У 1816—1819 роках навчався у військовій академії в Берліні. У 1821 році став командиром одного з батальйонів 19-го піхотного полку, дислокованого в Познані. Потім був переведений в резерв, в якому, незважаючи на відсутність досвіду, отримав підвищення. 1825 року оженився на представниці Клецької гілки Радзивіллів. Водночас отримав баварський орден Святого Губерта. У 1827 року став вдівцем.
1829 року для ознайомлення з військово-політичноюситуацією відвідав італійськи країни, Грецію, Османську імперію. У 1830 році збирався доєднатися до Листопадового повстання в ЦарствіПольському (Російська імперія), проте вчасно не встиг добратися до кордону. У 1832 року по поверненню до Берліна призначено очільником 11-го піхотного полку у Вроцлаві. Того ж року оженився з представницею чеського знатного роду Кларі-Альдрінген (його брат Богуслав Фредерік став чоловіком сестри дружини Вільгельма). 1833 року після смерті батька став Несвізьким ординатом. Вимушений був значну увагу приділяти господарюванню в родинних маєтках. Того ж року отримав Мальтійський хрест Честі і відданості. 1838 року повернувся до армії на посаду очільника 6-ї бригади ландвера. Того ж року зумів повернути родинний архівдо Несвіжа, який до того знаходився у Вільно. Втім найцікавіші й важливі папери з нього зникли. 1839 року Вільгельм Радзивілл отримав звання генерал-майора.
1846 року присвоєно звання генерал-лейтенанта. У 1847 році Вільгельм Радзивілл став спадковим членом палати прусської знаті. У 1848 році не підтримав включення Великого князівства Познанського до складу Прусського королівства. Того ж року повернувся до діючої армії і брав участь в Дансько-прусській війні. За захоплення фортеці Дюббель отримав орден «Pour le Mérite». У 1849—1850 роках обіймав посаду комендант фортеці Торгау. У 1852 році був призначений командувачем 4-го прусського корпусу в Магдебурзі, 1853 року призначено командиром 27-го піхотного полку, в 1858 році у званні генерала піхотикомандував 3-м військовим корпусом в Берліні. У 1859 році був призначений військовим губернатором Бранденбурга.
1 липня 1860 року прусський король Вільгельм I призначив Радзивілла головним інспектором фортець і шефом інженерного корпусу. Зробив значний внесок у підготовку фахівців. У 1864 році пережив серцевий напад, а в 1866 році пішов у відставку. Помер 1870 року в Берліні. Був похований в замку Антонін.

## Колекціонер
Був головою нумізматичного товариства в Берліні. Зібрав цінну колекцію монет і медалей Польщі і Великого князівства Литовського, насамперед спеціальних Радзивілловських медалей. 1848 року створив каталог власної колекції. Також збирав книги з нумізматики

## Нагороди

### Прусське королівство
- Залізний хрест 2-го класу
- Орден Червоного орла 1-го класу з дубовим листям (10 вересня 1840)
- Pour le Mérite (1849)
- Орден Чорного орла з діамантами (15 жовтня 1861)

### Російська імперія
- Орден Святого Володимира 4-го ступеня (1814)
- Орден Святого Олександра Невського (6 вересня 1856)
- Орден Святої Анни 1-го ступеня (17 вересня 1843)

### Інші країни
- Орден Меча, лицарський хрест (Швеція; 1814)
- Орден Святого Губерта (Баварське королівство; 28 червня 1825)
- Кавалер честі і відданості (Мальтійський орден; 1833)
- Орден Леопольда, великий хрест (Австро-Угорщина; 21 грудня 1852)
- Орден Альберта Ведмедя, великий хрест (Ангальтське герцогство; 10 лютого 1855)
- Орден Білого Сокола, великий хрест (Велике герцогство Саксен-Веймар-Айзенаське; 18 жовтня 1853)
- Орден Генріха Лева, великий хрест (Брауншвейзьке герцогство; 17 листопада 1853)

## Родина
1.Дружина — Олена, донька Людовіка Миколая Радзивілла
Діти:
- Людвіка Фредеріка Вільгеміна (1826—1828)

2. Дружина — Матильда Христина, донька Карла Йосипа, 3-го князя Кларі-Альдрінген.
Діти:
- Антоній Вільгельм (1833—1904), 14-й ординат Несвізский і 11-й ординат Клецький
- Фредеріка Вільгеміна (1834—1836)
- Матильда (1836—1918), дружина Гуго цу Віндіш-Грец, 2-го князя Віндіш-Грец
- Олександра Маріанна (1838—1876)
- Луїза Маріанна (1839—1857)
- Леонтина Ванда (1841—1869)
- Вільгельм Януш (1843—1923)
- Вільгельм Адам (1845—1911)
- Євфимія Марія Дорота (1850—1877), дружина графа Михайла Ржишчевського